# Craik (Saskatchewan)
Pour les articles homonymes, voir Craik.
Craik est une ville à caractère agricole de la Saskatchewan (Canada).

## Démographie
| 2001 | 2006 | 2011 | 2016 |
| ---- | ---- | ---- | ---- |
| 418  | 408  | 453  | 392  |